# Sakaemachi (métro de Sapporo)
Sakaemachi (栄町駅, Sakaemachi-eki) est une station du métro de Sapporo au Japon. Elle est située dans l'arrondissement de Higashi à Sapporo.

## Situation sur le réseau
La station marque le terminus nord de la ligne Tōhō.

## Histoire
La station a été inaugurée le 2 décembre 1988.

## Services aux voyageurs

### Accès et accueil
La station est ouverte tous les jours.

### Desserte
- Ligne Tōhō :
  - voies 1 et 2 : direction Fukuzumi